# هندسة بيئية

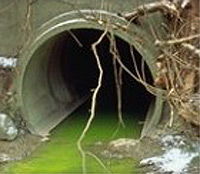

الهندسة البيئية (بالإنجليزية: Environmental engineering)؛ هو مجال يقوم على استعمال التطبيقات الهندسية والعلمية لخدمة البيئة وحمايتها ويشمل مجال واسع من المشاريع ذات العلاقة. يعمل مهندسو البيئة في القطاعات الصناعية والبحثية لانجاز حلول تهدف للتحكم بالتلوث بالإضافة لتنويع مصادر الطاقة وزيادتها إلى أكبر حد ممكن. كما تشمل اهتمامات مهندس البيئة مواضيع أخرى مثل قطاع المياه وإدارة الملوثات والتحكم بنوعية الهواء والحفاظ على التربة من التلوث والتخطيط المدني.

## البداية
الهندسة البيئية قد أعطيت تعريفها واسمها المحدد منذ عام 1900 ميلادي كفرع من الهندسة المدنية. وقد مورست من قبل المهندسين المدنيين منذ عام 1850 ميلادي عندما أصبح للصحة العامة معاهد خاصة بها. كانت مشاريع الصرف الصحي والتزود بالمياه وحل مشاكلها الهيدروليكية من النشاطات الأولى للهندسة البيئية. انتشرت معالجة المياه بشكل سريع حوالي 1900 ميلادي بينما معالجة المياه الملوثة تأخرت حتى أصبح لها معاهدها الخاصة بهذا العلم.
بدأت المحاولات التجريبية لمعالجة المياه الملوثة ببطء ولم تتشكل الأسس العلمية لتصميم منشآت المعالجة حتى عام 1950 ميلادي. وفي هذه الأثناء بدا قبول دراسات الماجستير بهذا المجال. ومنذ عام 1960 أصبح مجال التزود بالمياه وإدارة المياه الملوثة ومعالجتها أكثر انتشارا وحددت كقضايا بيئية بينما بقى تعريفها تحت نطاق الصحة العامة.

## الغرض منها
الهندسة البيئية الآن تشمل ثلاثة أفكار رئيسية وهي:
1. حماية الناس من الأخطار الناجمة عن سوء نوعية الهواء والماء، بالإضافة إلى حمايتهم من الضجة والإشعاعات.
2. التخلص المناسب من الملوثات.
3. الأمن من تأثير الأضرار الناجمة عن النشاطات البشرية.
4. زيادة الموارد الطبيعية في المكان.

## اهتماماتها
إذاً فالهندسة البيئية وعلومها تمثل التطبيق المباشر للعلوم الفيزيائية والرياضية لتأمين الحلول لمشاكل كوكبنا. إن العلماء والباحثين المهتمين بالبيئة بالإضافة إلى مهندسي البيئة يعملون لايجاد طرق جديدة لحل المشاكل الموجودة في البيئة ولذلك تتنوع أعمالهم وعادة ما تشمل:
- إدارة الملوثات
- التحكم بالمواد السامة
- التزود بمياه الشرب
- إدارة مياه العواصف المطرية
- التخلص الآمن من الملوثات الصلبة
- الحفاظ على الصحة العامة
- إدارة الأراضي
- الحماية من الإشعاعات
- السلامة الصناعية
- التحكم بنوعية الهواء وتلوثه
- معالجة المياه الملوثة المنزلية والصناعية
- حماية المصادر المائية (مسطحات – بحيرات – مياه جوفية...الخ)
- كما أن الهندسة البيئية تشمل مدى واسع من الأبحاث والدراسات والاختصاصات والتطبيقات في مختلف المجالات.

## مهام وواجبات مهندس البيئة
إن مهندس البيئة ربما يكون له صلة بالعمل مع مجموعات إدارة البناء والصحة العامة ضمن المدن كما يلعب دورا بوضع السياسات البيئية. كما أن الهندسة البيئية تعمل على تأمين بيانات شاملة وإحصاءات وتقارير عن مختلف التطبيقات الصناعية. وغالبا" ما تتحدد واجبات المهندس البيئي بالأمور التالية:
1. تقدير وتخمين الشروط البيئية للمشاريع.
2. تطبيق العلوم والمبادئ الهندسية لتقدير وتقييم منطقة ما.
3. تحديد المقدرة الزراعية.
4. تحديد التأثيرات الاجتماعية والبيئية لمشاريع النقل.
5. تطوير الإجراءات المخففة لأي ضرر محتمل ضمن المشاريع حفاظا على السلامة.
6. تأمين مصادر المياه المناسبة للاستعمالات الزراعية.
7. تحديد مواقع وجود مصادر مياه الشرب.
8. تصميم وتصنيع وسائل الاحتراق الصديقة للبيئة.
9. جمع البيانات والمساعدة بالحلول الصناعية وتطوير عملية الإنتاج غير المؤذية للبيئة.
10. تطوير وسائل قياس التلوث الهوائي وإيجاد الحلول العملية للتحكم بالتلوث الهوائي.
11. تحسين وسائل التحكم بالضجة المزعجة.
12. العمل مع مجموعات الصحة البيئية لوضع الاشتراطات البيئية.
13. ويعتبر تخصص الهندسة الصحية البئية المعروفة باسم (صحة البيئة) من أهم فروع الهندسة البيئة.

## الهندسة الصحية البيئية (صحة البيئة)
تقوم صحة البيئة هنا بأعمال مراقبة جودة البيئة بكل مكوناتها وذلك من خلال القياسات المستمرة لعناصر البيئة وذلك بطريقة دورية لاكتشاف أي ملوثات أو متغيرات من شانها أن يكون لها تأثير سلبي على صحة الإنسان:
1. مراقبة سلامة الغذاء
2. مراقبة سلامة الهواء
3. التخلص الآمن من النفايات الطبية
4. مكافحة الحشرات
5. مراقبة أعمال الهدم والبناء
6. مراقبة جودة المياه

## وصلات خارجية
- * قسم البيئة من موقع الهيئة الصحية الإسلامية
- الهندسة البيئية
- الهندسة البيئية